# Aire d'attraction de Saint-Tropez
L'aire d'attraction de Saint-Tropez est un zonage d'étude défini par l'Insee pour caractériser l’influence de la commune de Saint-Tropez sur les communes environnantes. Publiée en octobre 2020, elle se substitue à l'aire urbaine de Saint-Tropez, qui comportait 3 communes dans le zonage de 2010.

### Carte

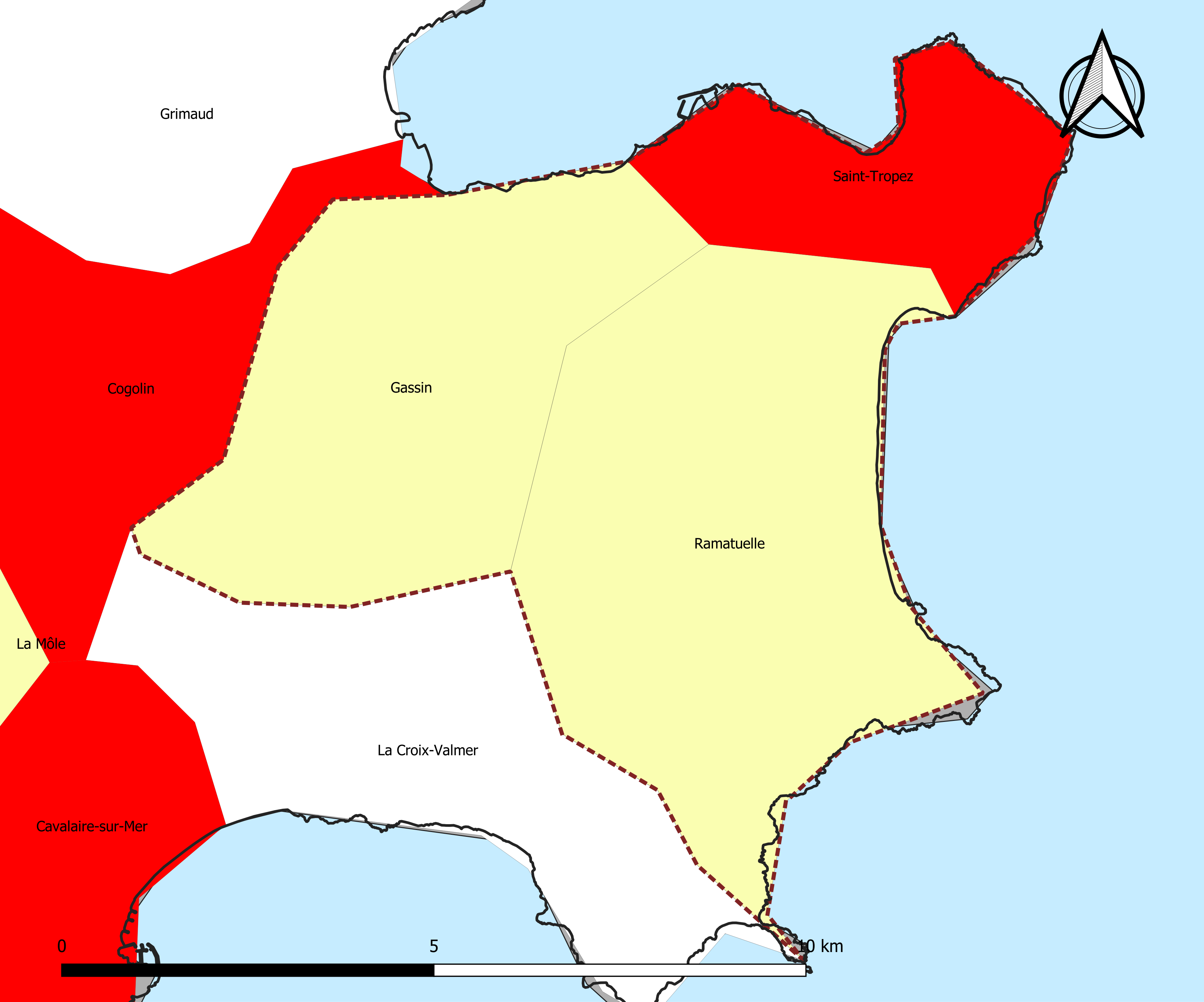
Carte de l'aire d'attraction de Saint-Tropez.
Commune-centre
Commune de la couronne

## Définition
L'aire d'attraction d'une ville est composée d’un pôle, défini à partir de critères de population et d’emploi ainsi que d’une couronne constituée des communes dont au moins 15 % des actifs travaillent dans le pôle. Le pôle d’attraction constitue ainsi un point de convergence des déplacements domicile-travail,.

## Géographie
L’aire d'attraction de Saint-Tropez est une aire intra-départementale qui comporte 3 communes dans le Var. 

### Composition communale
| Nom                           | Code Insee | Département | Statut                 | Superficie (km2) | Population (dernière pop. légale) | Densité (hab./km2) | Modifier                                    |
| ----------------------------- | ---------- | ----------- | ---------------------- | ---------------- | --------------------------------- | ------------------ | ------------------------------------------- |
| Saint-Tropez (commune-centre) | 83119      | Var         | commune-centre         | 11,18            | 3 586 (2022)                      | 321                | modifier les données · modifier les données |
| Gassin                        | 83065      | Var         | commune de la couronne | 24,74            | 2 674 (2022)                      | 108                | modifier les données · modifier les données |
| Ramatuelle                    | 83101      | Var         | commune de la couronne | 35,57            | 1 889 (2022)                      | 53                 | modifier les données · modifier les données |

## Démographie
Cette aire est catégorisée dans les aires de moins de 50 000 habitants, une catégorie qui regroupe 12,2 % de la population au niveau national,.